# Чертолино (станция)
Черто́лино — железнодорожная станция Октябрьской железной дороги на линии Москва — Великие Луки; находится в одноимённом поселке. Имеет одну низкую боковую платформу. На станции имеется электрическая централизация. Расстояние от Чертолино до станции Ржев-Балтийский составляет 26 км. Станция образована в 1901 году вместе с близлежащей станцией Ржев-Балтийский при постройке Московско-Виндаво-Рыбинской железной дороги. Железнодорожная линия прошла через земли графа Игнатьева — усадьбу Чертолино.
В 1 км от станции расположены деревни Бахарево и Змины.